# Diecezja Buffalo
Diecezja Buffalo (łac. Dioecesis Buffalensis, ang. Diocese of Buffalo) – diecezja Kościoła rzymskokatolickiego w metropolii Nowy Jork w Stanach Zjednoczonych. Swym zasięgiem obejmuje zachodnią część stanu Nowy Jork.

## Historia
Diecezja została kanonicznie erygowana 23 kwietnia 1847 roku przez papieża Piusa IX. Wyodrębniono ją z ówczesnej diecezji nowojorskiej. Pierwszym ordynariuszem został kapłan ze Zgromadzenia Misji John Timon (1797–1867), dotychczasowy prefekt Teksasu.

## Główne świątynie
- Katedra: Katedra św. Józefa w Buffalo
- Bazyliki mniejsze
  - Bazylika Maryi od Aniołów w Oleanie
  - Bazylika Matki Bożej Fatimskiej w Lewiston
  - Bazylika Matki Bożej Zwycięskiej w Lackawanna

## Biskupi diecezjalni
- John Timon CM (1847–1867)
- Stephen Michael Vincent Ryan CM (1868–1896)
- James Edward Quigley (1896–1903)
- Charles Henry Colton (1903–1915)
- Denis Dougherty (1915–1918)
- William Turner (1919–1936)
- John Aloysius Duffy (1937–1944)
- John Francis O’Hara CSC (1945–1951)
- Joseph Aloysius Burke (1952–1962)
- James Aloysius McNulty (1963–1972)
- Edward Dennis Head (1973–1995)
- Henry Mansell (1995–2003)
- Edward Kmiec (2004–2012)
- Richard Malone (2012–2019)
- Edward Scharfenberger (administrator apostolski) (2019–2021)
- Michael Fisher (od 2021)

## Biskupi pomocniczy
- Joseph Aloysius Burke (1943–1952) – od 1952 ordynariusz Buffalo
- Leo Richard Smith (1952–1963) – następnie ordynariusz Ogdensburga
- Pius Anthony Benincasa (1964–1986)
- Stanislaus Brzana (1964–1968) – następnie ordynariusz Ogdensburga
- Bernard McLaughlin (1968–1988)
- Donald Trautman (1985–1990) – następnie ordynariusz Erie
- Edward Grosz (1989–2020)

## Parafie
- Parafia Bożego Ciała w Buffalo
- Parafia św. Jana Kantego w Buffalo
- Parafia św. Wojciecha w Buffalo
- Parafia św. Stanisława Biskupa i Męczennika w Buffalo
- Parafia św. Jana Gwalberta w Cheektowaga
- Parafia św. Jozafata w Cheektowaga
- Parafia Matki Boskiej Częstochowskiej w Cheektowaga